# 福陵新報
『福陵新報』（ふくりょうしんぽう）は、右翼の源流と言われる玄洋社の頭山満を中心に刊行された新聞。

## 履歴
1887年（明治20年）8月11日に福岡で創刊される。福沢諭吉の門弟で、『時事新報』で健筆を振るっていた川村惇が主筆として迎えられる。1898年（明治31年）、題号を『九州日報』に改めるが、その記者としては宮崎滔天、夢野久作（作家）、主筆には新聞『日本』の記者であった福本日南がいる。杉山茂丸、結城虎五郎などが資金を都合していた。
『九州日報』は1940年（昭和15年）、読売新聞社（現：読売新聞東京本社）が買収して読売新聞の経営下に於いて新聞の発行が継続されるが、1942年（昭和17年）8月10日、九州日報は太平洋戦争による新聞統制で同紙と同じ福岡県で発行する『福岡日日新聞』と合同し、福岡日日新聞によって『西日本新聞』と題字を改めた。